# Église Saint-Christophe de Liège
Pour les articles homonymes, voir Église Saint-Christophe.
L'église Saint-Christophe est une église du quartier Saint-Gilles à Liège, construite vers 1240, et qui avait la particularité d'être à la fois une paroisse et une église de béguinage. 
De style néo-gothique à la suite d'une restauration du XIXe siècle, c'est vraisemblablement la plus ancienne église du mouvement béguinal existant toujours en Europe. 

## Historique

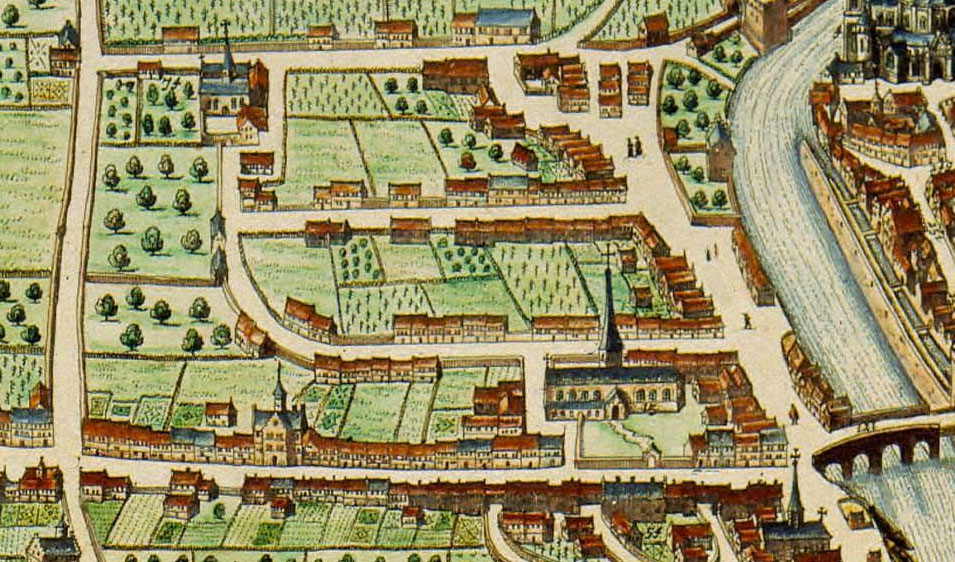
Le Béguinage Saint-Christophe vers 1649: en haut à gauche l'hôpital Tirebourse. Devant, l'actuelle rue Saint-Gilles et l'église Saint-Christophe et à droite le Pont-d'Avroy.

Le béguinage Saint-Christophe aurait été fondé par le liégeois Lambert le Bègue (1131-1177) qui, d'après une tradition apparue au milieu du XIIIe siècle sous la plume du chroniqueur Gilles d'Orval, serait l'instigateur du mouvement béguinal à Liège. Néanmoins, il apparaît que le premier édifice religieux construit à cet endroit, situé à l'extérieur de l'enceinte urbaine de Liège et à l'ouest du pont d'Avroy, a été édifié entre 1179 et 1183, soit après la mort de Lambert et avant l'établissement de la première communauté de mulieres religiosae, des « femmes religieuses » que l'on appelait pas encore « béguines », mentionnées pour la première fois dans la première moitié du XIIIe siècle.  
Cependant, des « femmes religieuses » œuvraient déjà à l'hôpital Saint-Christophe sans toutefois y être formellement attachées. En 1241, une charte est délivrée par l'archevêque de Cologne Konrad von Hochstaden à ces mulieres religiosae - qui sont alors au nombre de 1 500 - faisant état d'un église déjà en construction.  
Construite en grès houiller, l'église développe un style gothique simple et convenant à l'esprit des béguines : voûtes en bois, chevet plat, fenêtres sans remplages, pas de sculpture. Vers 1777, l'intérieur fut orné de stucs et rocailles à la mode. 
Son aspect actuel est dû à la restauration effectuée de 1885 à 1892 par l'architecte néo-gothique Auguste Van Assche. Classée monument historique en 1936, l'église fait aujourd'hui partie du Patrimoine culturel immobilier de la Wallonie.

## Index des artistes
Liste chronologique des artistes ayant travaillé à l'église Saint-Martin, ou dont une œuvre se trouve dans l'église.
- Jean-Guillaume Carlier (1638-1675), peintre
- Jules Helbig (1821-1906), peintre
- Jean-Baptiste Bethune (1821-1894), architecte et décorateur (concepteur du maître-autel)
- Auguste Van Assche (1826-1907), architecte
- Joseph Osterrath (1845-1898), maître-verrier